# L'impresario in angustie
L'impresario in angustie (El empresario en apuros en español) es una farsa per musica en un acto con música de Domenico Cimarosa y libreto en italiano de Giuseppe Maria Diodati. Se estrenó en el Teatro Nuovo de Nápoles, Italia en el otoño de 1786, junto con otra breve ópera del compositor napolitano, Il credulo, que ya había representado en el mismo teatro poco tiempo atrás. 
Fue posteriormente representada en otras ciudades italianas y en el año 1790 con el título de L'impresario rovinato fue puesta en escena en Barcelona (España). Otra versión posterior es la que, bajo el título Die theatralischen Abenteuer, se representó en 1791 en Weimar, con revisión de Johann Wolfgang von Goethe.
La ópera es una sátira teatral y forma parte de aquel filón de parodias del ambiente teatral compuestas tras la publicación en el año 1720 Il teatro alla moda de Benedetto Marcello, el cual, a través de oportunas sátiras, criticaba los excesos de la ópera de la época.

## Personajes
| Personaje | Tesitura | Reparto del estreno,       |
| --- | -------- | -------------------------- |
| Fiordispina, llamada "la Coribanti", primera actriz bufa                                                         | soprano  | Marianna Limperani Santoro |
| Merlina, primera actriz seria                                                                                    | soprano  | Caterina Fiorentini        |
| Doralba, primera actriz jocosa                                                                                   | soprano  | Orsola Mattei              |
| Don Perizonio Fattapane, poetastro, encargado de la primera comedia                                              | bajo     | Gennaro Luzio              |
| Don Cristobolo, empresario presuntuoso                                                                           | bajo     | Serafino Blasi             |
| Gelindo Scagliozzi, maestro de capilla encargado de la música, amante primero de Fiordispina, y ahora de Merlina | tenor    | Luigi Bruschi              |
| Strabino, hombre rico, protector de Doralba                                                                      | bajo     | Alessandro Fontana         |

## Discografía
- Domenico Cimarosa - L'impresario in angustie - Fabio Maestri, Associazione Sinfonica Umbra, Orchestra In Canto (noviembre de 1997)